# Música per a corda, percussió i celesta
Música per a corda, percussió i celesta (Sz 106, BB 114) del compositor hongarès Béla Bartók va ser encarregada per Paul Sacher el 1936 i estrenada a Basilea l'any següent.

## Creació i estrena
La Música per a corda, percussió i celesta va ser encarregada a l'⁣Orquestra de Cambra de Basilea i al seu director Paul Sacher, a qui també està dedicada la composició. La petició de Sacher a Béla Bartók el 23 de juny de 1936 esmentava una durada d'uns 15 minuts per a la composició. A més dels aproximadament 30 instrumentistes de corda disponibles, es podria afegir un piano, un clavicèmbal o un instrument de percussió si calgués. La data objectiu era el concert del festival del 10è Aniversari de la primera actuació de l'orquestra, previst per principis de 1937. Bartók va reaccionar positivament i també va acceptar -l'Orquestra de Cambra de Basilea incloïa tant músics professionals com aficionats- a tenir en compte els intèrprets pel que fa al nivell de dificultat. Durant la dècada de 1930, Bartók va emmanllevar diversos instruments de percussió d'una fàbrica d'instruments de Budapest per experimentar amb ells. Probablement, ja tenia plans per a la composició en aquest moment. Així que ràpidament va tenir clar la formació -a més de cordes, piano, celesta, arpa, xilòfon i bateria- que ja va informar a Sacher en la seva resposta del 27 de juny de 1936. Malgrat un curt viatge als Tatres i els preparatius per a un viatge més llarg a Turquia, Bartók va completar la partitura el 7 de setembre de 1936. No va informar a la seva editorial, Universal Edition, del títol definitiu Música per a corda, percussió i celesta (en 4 moviments) fins al 22 de desembre de 1936.
L'⁣estrena de l'obra va tenir lloc el 21 de gener de 1937 a Basilea; l'Orquestra de Cambra de Basilea va actuar sota la direcció de Paul Sacher en presència del compositor, que també va participar en els dos últims assajos. El concert del festival, que també va comptar amb obres de Conrad Beck i Willy Burkhard, va portar a la composició de Bartók un gran èxit, fins al punt que va haver de repetir el quart moviment. Durant un any, es van realitzar prop de 50 actuacions a tot el món, dirigides per directors com Ernest Ansermet, Wilhelm Furtwängler, Ernő Dohnányi, John Barbirolli i Eugene Ormandy.
Paul Sacher va dir més tard, mirant enrere sobre el seu encàrrec de composició: "No sabíem aleshores que ens havien donat una veritable obra mestra".

## Repartiment i caracterització
La instrumentació està composta per dos grups d'instruments de corda (violins, violes, violoncels i contrabaixos), que segons les instruccions de Bartók, s'asseuen un enfront de l'altre en dos grups, i al mateix temps es contraposen amb un grup central integrat per la celesta, una arpa, timbals, percussió (xilòfon, caixa, bombo, plats i tam-tam), així com un piano, utilitzat principalment en funcions percussives. La disposició espacial contraposada dels dos grups de corda permet al compositor utilitzar efectes estereofònics, particularment perceptibles en els moviments segon i quart.

La durada de l'actuació és (segons Bartók a la partitura) 25'40 minuts.
Els quatre moviments tenen les següents marques de tempo:
1. Andante tranquillo
2. Allegro
3. Adagio
4. Allegro molto

Es coneixen tres anàlisis de la seva composició del mateix Bartók, que van ser creades a petició de l'Edició Universal o per a l'estrena belga el 1938, però que es limiten en gran manera als aspectes formals dels quatre moviments.

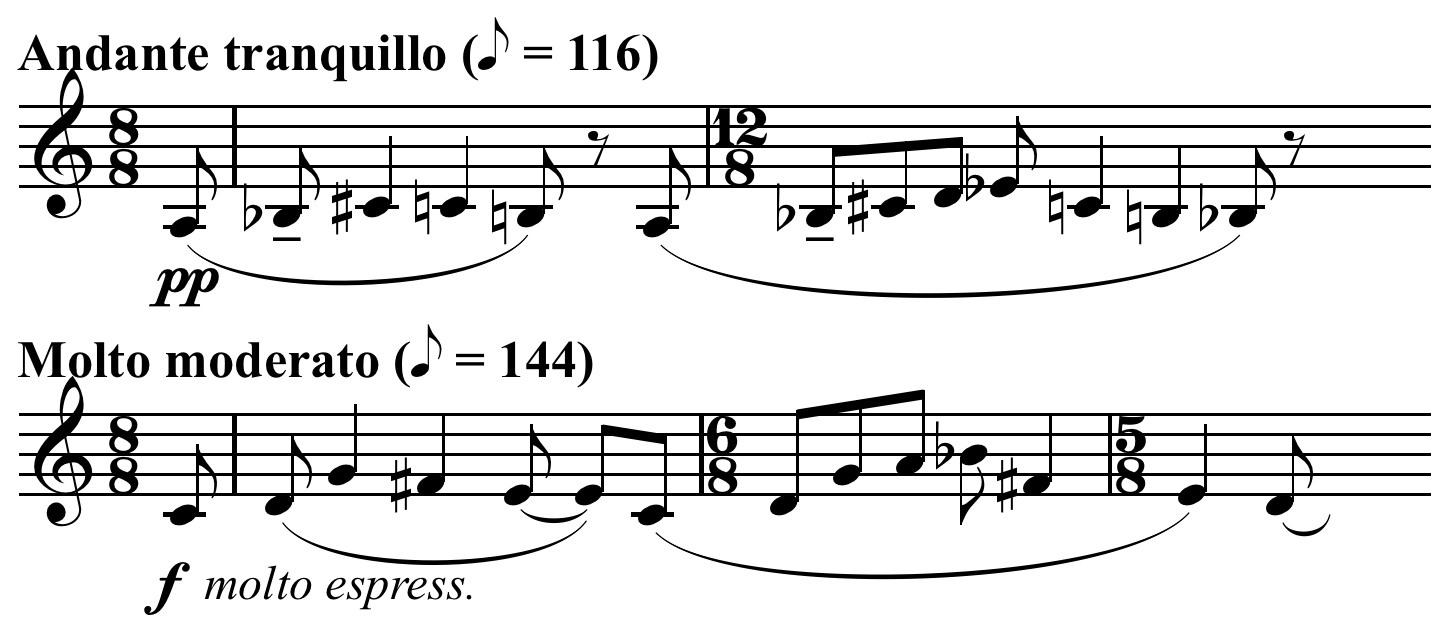
Tema del 1r moviment (compàs 1–5), que torna modificat (intervals ampliats) al final del 4t moviment (compàs 204–209)